# Tournoi d'Abu Dhabi
Le tournoi d'Abu Dhabi est une compétition de judo organisée annuellement à l'automne par l'Union asiatique de judo. Ce tournoi est un événement majeur dans le calendrier international du fait de son label « Grand Chelem ».

## Palmarès masculin
| Année        | -60 kg                  | -66 kg               | -73 kg                    | -81 kg               | -90 kg                   | -100 kg            | +100 kg               |
| Grand Chelem | Grand Chelem            | Grand Chelem         | Grand Chelem              | Grand Chelem         | Grand Chelem             | Grand Chelem       | Grand Chelem          |
| ------------ | ----------------------- | -------------------- | ------------------------- | -------------------- | ------------------------ | ------------------ | --------------------- |
| 2023         | Cédric Revol            | Vazha Margvelashvili | Shakhram Ahadov           | David Karapetyan     | Nemanja Majdov           | Arman Adamian      | Inal Tasoev           |
| 2022         | Giorgi Sardalashvili    | Elios Manzi          | Nils Stump                | Nicolas Chilard      | Beka Gviniashvili        | Kyle Reyes         | Lukáš Krpálek         |
| 2021         | Yang Yung-wei           | Denis Vieru          | Tsend-Ochiryn Tsogtbaatar | Matthias Casse       | Mansur Lorsanov          | Arman Adamian      | Tsetsentsengel Odkhuu |
| 2019         | Gusman Kyrgyzbayev (en) | Manuel Lombardo      | Bilal Çiloğlu             | Lee Moon-Jin         | Nikoloz Sherazadishvili  | Cho Gu-ham         | Roy Meyer             |
| 2018         | Amiran Papinashvili     | Vazha Margvelashvili | Lasha Shavdatuashvili     | Sagi Muki            | Mikhail Igolnikov        | Peter Paltchik     | Inal Tasoev           |
| 2017         | Robert Mshvidobadze     | Tal Flicker          | Ganbaataryn Odbayar       | Frank de Wit         | Nikoloz Sherazadishvili  | Niiaz Bilalov      | Cyrille Maret         |
| 2016         | Francisco Garrigós      | Yakub Shamilov       | Tommy Macias              | Sergiu Toma          | Aleksandar Kukolj        | Elkhan Mammadov    | Daniel Natea          |
| 2015         | Amiran Papinashvili     | An Baul              | An Changrim               | Ivaylo Ivanov        | Otgonbaatar Lkhagvasuren | Tagir Khaybulaev   | Kim Sung-min          |
| 2014         | Orkhan Safarov          | Dzmitry Shershan     | Dex Elmont                | Ivan Nifontov        | Krisztian Toth           | Dimitri Peters     | Daniel Natea          |
| Grand Prix   |                         |                      |                           |                      |                          |                    |                       |
| 2013         | Beslan Mudranov         | Mikhail Pulyaev      | Victor Scvortov           | Sergiu Toma          | Walter Facente           | Dimitri Peters     | Aslan Kambiev         |
| 2012         | Beslan Mudranov         | Nijat Shikhalizada   | Murat Kodzokov            | Victor Penalber (pt) | Kirill Voprosov (cs)     | Sergey Samoilovich | Masaru Momose         |
| 2011         | Yerkebulan Kossayev     | Masaaki Fukuoka      | Ki-Chun Wang              | Takahiro Nakai       | Varlam Liparteliani      | Henk Grol          | Sung-Min Kim          |
| 2010         | Beslan Mudranov         | Musa Mogushkov       | Mansur Isaev              | Sven Maresch (cs)    | Khurshid Nabiev          | Ramziddin Sayidov  | Andreas Toelzer       |
| 2009         | Georgii Zantaraia       | Masashi Ebinuma      | Dirk Van Tichelt          | Robert Krawczyk      | Dilshod Choriev          | Tagir Khaibulaev   | Islam El Shehaby      |

## Palmarès féminin
| Année        | -48 kg                  | -52 kg             | -57 kg                | -63 kg                      | -70 kg               | -78 kg            | +78 kg                |
| Grand Chelem | Grand Chelem            | Grand Chelem       | Grand Chelem          | Grand Chelem                | Grand Chelem         | Grand Chelem      | Grand Chelem          |
| ------------ | ----------------------- | ------------------ | --------------------- | --------------------------- | -------------------- | ----------------- | --------------------- |
| 2023         | Assunta Scutto          | Odette Giuffrida   | Jessica Klimkait      | Catherine Beauchemin-Pinard | Madina Taimazova     | Alice Bellandi    | Rochele Nunes         |
| 2022         | Julia Figueroa          | Astride Gneto      | Huh Mi-mi             | Lucy Renshall               | Elisavet Teltsidou   | Ma Zhenzhao       | Su Xin                |
| 2021         | Assunta Scutto          | Amandine Buchard   | Telma Monteiro        | Lucy Renshall               | Giovanna Scoccimarro | Emma Reid         | Beatriz Souza         |
| 2019         | Darya Bilodid           | Majlinda Kelmendi  | Kim Jin-a             | Tina Trstenjak              | Kim Polling          | Klara Apotekar    | Han Mi-jin            |
| 2018         | Urantsetseg Munkhbat    | Odette Giuffrida   | Nora Gjakova          | Juul Franssen               | Margaux Pinot        | Guusje Steenhuis  | Maryna Slutskaya      |
| 2017         | Irina Dolgova           | Charline Van Snick | Dorjsürengiin Sumiyaa | Edwige Gwend                | Anna Bernholm        | Natalie Powell    | Tessie Savelkouls     |
| 2016         | Otgontsetseg Galbadrakh | Astride Gneto      | Hélène Receveaux      | Juul Franssen               | Marie-Eve Gahié      | Guusje Steenhuis  | Maria Suelen Altheman |
| 2015         | Irina Dolgova           | Annabelle Euranie  | Kim Jan-di            | Clarisse Agbegnenou         | Laura Vargas-Koch    | Marhinde Verkerk  | Ma Sisi               |
| 2014         | Urantsetseg Munkhbat    | Majlinda Kelmendi  | Telma Monteiro        | Tina Trstenjak              | Laura Vargas-Koch    | Luise Malzahn     | Yu Song               |
| Grand Prix   |                         |                    |                       |                             |                      |                   |                       |
| 2013         | Amandine Buchard        | Yulia Ryzhova      | Miryam Roper          | Kathrin Unterwurzacher      | Kim Polling          | Audrey Tcheumeo   | Franziska Konitz      |
| 2012         | Gabriela Chibana        | Majlinda Kelmendi  | Hélène Receveaux      | Kathrin Unterwurzacher      | Maria Portela        | Catherine Roberge | Emilie Andeol         |
| 2011         | Emi Yamagishi           | Majlinda Kelmendi  | Giulia Quintavalle    | Clarisse Agbegnenou         | Haruka Tachimoto     | Abigel Joo        | Ielena Ivachtchenko   |
| 2010         | Alina Dumitru           | Joana Ramos        | Sabrina Filzmoser     | Xu Yuhua                    | Rasa Sraka           | Kayla Harrison    | Huanyuan Liu          |
| 2009         | Éva Csernoviczki        | Laura Gómez        | Barbara Harel         | Gévrise Emane               | Anett Mészáros       | Céline Lebrun     | Qian Qin              |